# Campionati europei di atletica leggera indoor 1988 - 400 metri piani maschili
I 400 metri piani si sono tenuti il 5 e il 6 marzo 1988 presso lo Sportcsarnok di Budapest, in Ungheria.

## Risultati

### Batterie
Qualificazione: i primi due di ogni batteria (Q) e i 4 seguenti migliori tempi (q) vanno alle Semifinali.

#### Batteria 1
Sabato 5 marzo 1988.
| Posizione | Corsia | Nome                   | Nazionalità    | Tempo | Note |
| --------- | ------ | ---------------------- | -------------- | ----- | ---- |
| 1         | -      | Ralf Lübke             | Germania Ovest | 46"83 | Q    |
| 2         | -      | Zeljko Knapic          | Jugoslavia     | 47"15 | Q    |
| 3         | -      | Daniele Bertaggia      | Italia         | 47"45 | q    |
| 4         | -      | Peter Sinclair         | Irlanda        | 48"62 |      |
| 5         | -      | Mehmet Fethi Bildirici | Turchia        | dnf   |      |

#### Batteria 2
| Posizione | Corsia | Nome             | Nazionalità  | Tempo | Note |
| --------- | ------ | ---------------- | ------------ | ----- | ---- |
| 1         | -      | Brian Whittle    | Regno Unito  | 46"93 | Q    |
| 2         | -      | Thomas Schönlebe | Germania Est | 46"96 | Q    |
| 3         | -      | Ángel Heras      | Spagna       | 46"98 | q    |
| 4         | -      | Ervin Katona     | Ungheria     | 47"46 |      |

#### Batteria 3
| Posizione | Corsia | Nome             | Nazionalità  | Tempo | Note |
| --------- | ------ | ---------------- | ------------ | ----- | ---- |
| 1         | -      | Gustáv Menczer   | Ungheria     | 47"06 | Q    |
| 2         | -      | Jens Carlowitz   | Germania Est | 47"07 | Q    |
| 3         | -      | Ulf Sedlacek     | Svezia       | 47"49 | q    |
| 4         | -      | Alessandro Pinna | Italia       | 47"50 |      |
| 5         | -      | José Alonso      | Spagna       | 47"84 |      |

#### Batteria 4
| Posizione | Corsia | Nome            | Nazionalità | Tempo | Note             |
| --------- | ------ | --------------- | ----------- | ----- | ---------------- |
| 1         | -      | Vito Petrella   | Italia      | 47"28 | Q                |
| 2         | -      | António Sánchez | Spagna      | 47"32 | Q                |
| 3         | -      | Klaus Enrle     | Austria     | 47"39 | q                |
| 4         | -      | Mark Thomas     | Italia      | 47"83 |                  |
| 5         | -      | Manlio Molinari | San Marino  | 49"19 | Record nazionale |

### Semifinali
Qualificazione: i primi tre di ogni semifinale (Q) vanno alla Finale.

#### Semifinale 1
Sabato 5 marzo 1988.
| Posizione | Corsia | Nome           | Nazionalità    | Tempo | Note |
| --------- | ------ | -------------- | -------------- | ----- | ---- |
| 1         | -      | Ralf Lübke     | Germania Ovest | 46"66 | Q    |
| 2         | -      | Jens Carlowitz | Germania Est   | 46"77 | Q    |
| 3         | -      | Vito Petrella  | Italia         | 47"09 | Q    |
| 4         | -      | Klaus Enrle    | Austria        | 47"36 |      |
| 5         | -      | Ulf Sedlacek   | Svezia         | 47"60 |      |
| 6         | -      | Ángel Heras    | Spagna         | 47"70 |      |

#### Semifinale 2
| Posizione | Corsia | Nome              | Nazionalità | Tempo | Note |
| --------- | ------ | ----------------- | ----------- | ----- | ---- |
| 1         | -      | Brian Whittle     | Regno Unito | 46"86 | Q    |
| 2         | -      | Thomas Schönlebe  | Austria     | 46"86 | Q    |
| 3         | -      | António Sánchez   | Spagna      | 46"97 | Q    |
| 4         | -      | Gustáv Menczer    | Ungheria    | 47"13 |      |
| 5         | -      | Daniele Bertaggia | Italia      | 47"55 |      |
| 6         | -      | Zeljko Knapic     | Jugoslavia  | 47"56 |      |

### Finale
| Record mondiale       | Thomas Schönlebe | 45"05 | Sindelfingen | 5 febbraio 1988 |
| Record dei Campionati | Todd Bennett     | 45"56 | Il Pireo     | 3 marzo 1985    |
| Capolista stagionale  | Thomas Schönlebe | 45"05 | Sindelfingen | 5 febbraio 1988 |

Domenica 6 marzo 1988.
| Pos.    | Corsia | Atleta           | Età | Nazione        | Tempo | Note                          |
| ------- | ------ | ---------------- | --- | -------------- | ----- | ----------------------------- |
| Oro     | 4      | Jens Carlowitz   | 23  | Germania Est   | 45"63 |                               |
| Argento | 5      | Brian Whittle    | 23  | Regno Unito    | 45"98 | Miglior prestazione personale |
| Bronzo  | 3      | Ralf Lübke       | 22  | Germania Ovest | 46"25 | Miglior prestazione personale |
| 4       | 6      | António Sánchez  | 24  | Spagna         | 46"49 |                               |
| 5       | 1      | Vito Petrella    | 22  | Italia         | 47"73 |                               |
| 6       | -      | Thomas Schönlebe | 22  | Germania Est   | dns   |                               |